# BLS Ae 8/8
Die Ae 8/8 (UIC-konforme Bezeichnung seit 1992: Ae 485) der Bern-Lötschberg-Simplon-Bahn (BLS) ist eine leistungsstarke Elektrolokomotiven. Die Fahrzeuge wurden zwischen 1959 und 1966 in Dienst gestellt. 
Mit dem in den 1950er Jahren steigendem Verkehrsaufkommen auf der Lötschbergstrecke und der Erhöhung der Anhängelast auf den 27 ‰  Rampen auf 900 t wurden viele Vorspann- oder Zwischendienste erforderlich. Die von der BLS gewählte Lösung zur Reduktion dieser Dienste sah eine fest verbundene Doppellokomotive vor, welche prinzipiell aus zwei fest gekuppelten Ae 4/4 besteht. So erfolgte 1956 die erste Bestellung einer Ae 8/8.
Auf den festgekuppelten Seiten der beiden Teileinheiten wurde auf einen Führerstand verzichtet und anstelle dessen ein mit Faltbalg geschützter Übergang eingerichtet. Diese Bauform brachte die so entstandene, achtachsige Doppellokomotive auf eine Länge von über 30 m. 
1959 wurde Ae 8/8 Nr. 271 in Dienst gestellt. Sie bestand aus den bei der Bestellung bereits im Bau befindlichen Ae 4/4 Nr. 259 und 260. 1962 erfolgte die Auslieferung der Maschine Nr. 272, im Jahr 1963 folgte Ae 8/8 Nr. 273. 1965 und 1966 wurden vier Ae 4/4 zu den Ae 8/8 Nr. 274 (ex Ae 4/4 Nr. 253/254) und Nr. 275 (ex Ae 4/4 Nr. 255/256)  umgebaut, da die von den Ae 4/4 geleisteten Schnellzugdienste von Re 4/4 übernommen wurden und somit Kapazitäten der Ae 4/4 hier nicht mehr benötigt wurden.

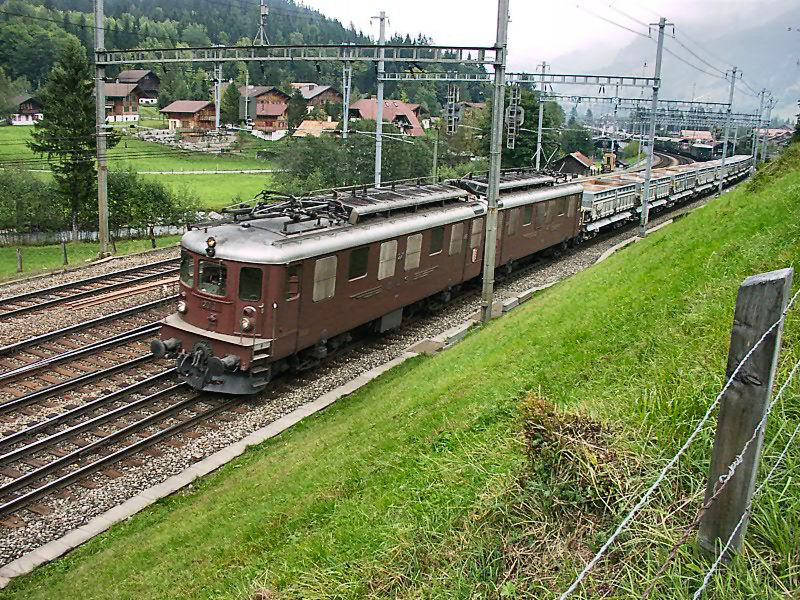
BLS Ae 8/8 Nr. 273 vor Aushubzug Nähe Kandersteg (CH), 21. September 2001

Im Laufe des Betriebseinsatzes der Ae 8/8 erfolgten noch einige Verbesserungen, wie z. B. auch der Einbau einer Vielfachsteuerung, so dass die ab 1981 geltende Zuglasterhöhung auf 1300 Tonnen bei 27 ‰ Steigung auf der Lötschbergachse in Mehrfachtraktion ausgeschöpft werden konnte.
Das Haupteinsatzgebiet waren schwere Güterzüge, aber auch vor Reisezügen waren die im Volksmund «Muni» (Stier) genannten Ae 8/8 anzutreffen. Viele Dienste wurden im Laufe der Zeit durch modernere Maschinen ersetzt. Ein letztes Einsatzgebiet der Ae 8/8 Nr. 273 war die Beförderung von Aushubzügen mit Aushubmaterial des neuen Lötschbergbasistunnels.
1996 wurde Nr. 274 nach einem Trafoschaden, der im Jahr zuvor eingetreten war, abgebrochen. Nr. 271 und Nr. 272 wurden bei einem Remisenbrand 1998 in Spiez zerstört. Ae 8/8 Nr. 273 wurde 2004 zur historischen Lokomotive erklärt. Nr. 275 wurde im Rahmen einer Sonderausstellung im Verkehrshaus der Schweiz ausgestellt, befindet sich aber seit März 2006 wieder bei der BLS. Im November 2016 musste die Nr. 275 aus Platzgründen ihren ursprünglichen Standort im Depot Brig räumen, sie wurde in zwei Hälften nach Frutigen überführt.